# ジョホールバルの歓喜
ジョホールバルの歓喜（ジョホールバルのかんき, Joy of Johor Bahru）は、1997年11月16日、マレーシアのジョホールバルでサッカー日本代表が1998 FIFAワールドカップ・フランス大会のアジア最終予選のアジア第3代表決定戦をイラン代表と戦い、勝利を収めたことによりFIFAワールドカップ本戦初出場を決めたサッカーの試合の日本における俗称である。
翌年の二月に刊行された著書の中ですでに「ジョホールバルの歓喜」という言葉は使われている(後藤健生『アジア・サッカー戦記: フランスW杯への長き道』文藝春秋、1998年2月1日、7頁)。

## 背景
FIFAワールドカップ・フランス大会の出場国数は前回アメリカ大会の24から32へと拡大され、アジア地区の出場枠も2から「最大3.5」に増やされた。アジア最終予選は10チームがA・B組の2組に分かれ、それぞれホーム&アウェー方式にてリーグ戦を行い、A・B各組1位の2ヵ国は本大会出場権を獲得。A・B各組2位の2ヵ国は第3代表決定戦（AFCプレーオフ）を行ない、この勝者が3番目の本大会出場権を獲得。決定戦の敗者はアジア4位（0.5枠）としてオセアニア地区1位（0.5枠）と大陸間プレーオフを行い、その勝者が本大会出場という方式だった。
最終予選の形式は当初、アメリカ大会予選と同様のセントラル（集中開催）方式が予定されており、サウジアラビアをはじめとする西アジアの国はバーレーンでの開催を提案。これを知った日本サッカー協会は中東開催のハンディを懸念し、中国・韓国・ウズベキスタン・カザフスタンを巻き込んでマレーシア開催を主張。両者は7月21日のFIFA総会で真っ向から対立し、ワールドカップ組織委員会のレナート・ヨハンソン委員長は業を煮やしてホーム&アウェー方式への変更を指示した。この方式変更によって試合数が倍になったうえ、長距離移動に伴い中2～3日などの過密消化が不可能となり、半月の予定だった開催期間は2ヶ月半にも延長された。このためJリーグは中断する予定だったリーグを、代表選手抜きで進行するという特例措置で消化する事となった。
スケジュールは9月初めから11月中頃にかけて1週間おきに全10節を行う（グループAはグループBよりも1週間遅くスタート）。各グループ5チームによるリーグ戦であるため各節2試合を行い、1チームは試合がない。各チームは4カ国とホーム&アウェイで計8戦を戦い、勝点（勝利3・引き分け1・負け0）の合計で順位を決める。
なお、引き分けのないトーナメント戦やカップ戦では、正規の90分間で決着がつかない場合、前後半15分ずつ延長戦を戦い、それでも同点ならばPK戦を行うという流れだったが、延長戦でゴールが決まった時点で試合終了となる「ゴールデンゴール方式」が本大会の地域予選から採用されていた。一発勝負の第3代表決定戦（AFCプレーオフ）でゴールデンゴールが生まれる可能性があった。

## グループリーグ展開

### 日本（B組）
日本は、ダブルセントラル方式の1次予選第4組で5勝1分けとし、オマーンを抑えて1位通過し、最終予選に進んだ。
日本はグループBに入り、東アジアの韓国、中東のアラブ首長国連邦（UAE）、中央アジアのウズベキスタン・カザフスタンと同組になった。日韓両国は1994年アメリカ大会予選の最終節で日本がイラクと引き分けた結果、勝点で並び、得失点差で韓国が出場権を得るというドラマ（いわゆるドーハの悲劇）を経験していたが、今回は2002年にアジア初のワールドカップを共催する国同士で、1つの出場権を争うことになった。本大会出場経験のない日本は、「開催国枠での初出場」という不名誉な記録を避けるため、今回は自力での出場権獲得が悲願となっていた。ウズベキスタンとカザフスタンは1991年にソビエト連邦より独立、1994年にヨーロッパサッカー連盟（UEFA）からアジアサッカー連盟（AFC）に転籍し、今回のワールドカップ予選からアジア地区で戦うことになった。
| 日程               | 韓国 KOR                | 日本 JPN                | アラブ首長国連邦 UAE   | ウズベキスタン UZB     | カザフスタン KAZ       |
| ------------------ | ----------------------- | ----------------------- | ---------------------- | ---------------------- | ---------------------- |
| 第1節 9月6・7日    | H 〇 3-0 KAZ 3 (1W)     | H 〇 6-3 UZB 3 (1W)     | - 0                    | A ● 3-6 JPN 0 (1L)     | A ● 0-3 KOR 0 (1L)     |
| 第2節 9月12日      | H ○ 2-1 UZB 6 (2W)      | - 3 (1W)                | H ○ 4-0 KAZ 3 (1W)     | A ● 1-2 KOR 0 (2L)     | A ● 0-4 UAE 0 (2L)     |
| 第3節 9月19・20日  | - 6 (2W)                | A △ 0-0 UAE 4 (1W1D)    | H △ 0-0 JPN 4 (1W1D)   | A △ 1-1 KAZ 1 (1L1D)   | H △ 1-1 UZB 1 (2L1D)   |
| 第4節 9月27・28日  | A ○ 2-1 JPN 9 (3W)      | H ● 1-2 KOR 4 (1W1D1L)  | A ○ 3-2 UZB 7 (2W1D)   | H ● 2-3 UAE 1 (3L1D)   | - 1 (2L1D)             |
| 第5節 10月4日      | H ○ 3-0 UAE 12 (4W)     | A △ 1-1 KAZ 5 (1W2D1L)  | A ● 0-3 KOR 7 (2W1D1L) | - 1 (3L1D)             | H △ 1-1 JPN 2 (2L2D)   |
| 第6節 10月11日     | A △ 1-1 KAZ 13 (4W1D)   | A △ 1-1 UZB 6 (1W3D1L)  | -                      | H △ 1-1 JPN 2 (3L2D)   | H △ 1-1 KOR 3 (2L3D)   |
| 第7節 10月18日     | A ○ 5-1 UZB 16 (5W1D)   | - 6 (1W3D1L)            | A ● 0-3 KAZ 7 (2W1D2L) | H ● 1-5 KOR 2 (4L2D)   | H ○ 3-0 UAE 6 (1W2L3D) |
| 第8節 10月25・26日 | - 16 (5W1D)             | H △ 1-1 UAE 7 (1W4D1L)  | A △ 1-1 JPN 8 (2W2D2L) | H ○ 4-0 KAZ 5 (1W4L2D) | A ● 0-4 UZB 6 (1W3L3D) |
| 第9節 11月1・2日   | H ● 0-2 JPN 16 (5W1D1L) | A ○ 2-0 KOR 10 (2W4D1L) | H △ 0-0 UZB 9 (2W3D2L) | A △ 0-0 UAE 6 (1W4L3D) | - 6 (1W3L3D)           |
| 第10節 11月8・9日  | A ○ 3-1 UAE 19 (6W1D1L) | H ○ 5-1 KAZ 13 (3W4D1L) | H ● 1-3 KOR 9 (2W3D3L) | - 6 (1W4L3D)           | A ● 1-5 JPN 6 (1W4L3D) |

9月7日、ホーム国立競技場で初戦ウズベキスタン戦が行われ、三浦知良の4ゴールなどで大量6得点を挙げるも、後半3点を返される内容に不安を残した。約2週間後の9月19日、アブダビでアウェイのUAE戦が行われ、気温40度の酷暑の中、スコアレスドローとなった。試合終盤には、触れなくてもゴールインであったろう井原正巳のヘディングシュートを、オフサイドポジションに居た小村徳男が押し込もうと触れてしまい、ノーゴールになってしまう場面もあった。
9月28日、2連勝でB組首位にたつ韓国をホーム国立競技場に迎えた。加茂周監督は16日前にブラジルから日本への帰化が認められたFW呂比須ワグナーをさっそく初招集し先発起用した。日本は後半22分、山口素弘のループシュートで先制するも、後半39分に徐正源、42分に李敏成にゴールを許し、1-2で逆転負け。先制点の6分後にFW呂比須を下げDF秋田豊を入れた加茂監督の采配が消極的と批判された。韓国との勝点差は5に広がり、UAEにも抜かれてグループ3位に後退した。
第5・6節は中央アジアでのアウェイ2連戦となったため、日本はカザフスタンでの第5節のあとに帰国はせず、そのままウズベキスタンに向かうスケジュールが取られた。10月4日、アルマトイでのカザフスタン戦は、秋田のヘディングで先制すると、守備固めを選らんで失敗した韓国戦の反省から攻撃的なシフトを継続。しかし追加点のチャンスを逃すと、後半ロスタイムに同点ゴールを決められて引き分け、2試合続けて逃げ切りに失敗した。韓国との勝点差は7に開き、1位通過の可能性はほぼ消滅した。日本サッカー協会は現地で緊急会合を行い、4時間半後に加茂監督を更迭し、ヘッドコーチの岡田武史を監督に昇格すると発表した。
10月11日、タシケントでのウズベキスタン戦でもリズムを取り戻せず、前半30分には今最終予選初となる先制点を取られる。攻撃は空回りし敗色濃厚となる中、３トップに加えDF秋田も前線に上げてパワープレーを試みると、後半44分、呂比須のヘディングをGKがキャッチミスし、幸運なゴールで引き分けに持ち込んだ。土壇場での劇的な同点を「ひょっとする」と前向きに感じた岡田監督だったが、それに反して選手たちが試合後にロッカールームで泣いてる姿を見て、「こいつらもこんなに苦しんでるのに、自分だけが逃げる訳にいかない」と、ウズベキスタン戦1戦のみの指揮との考えを改め、予選終了まで続けて指揮する決意をする。10月18日にUAEが連敗したことで勝点差が1に縮まり、UAEとのグループ2位争いが現実的な目標となった。
10月26日、ホームのUAE戦を迎え、岡田監督はベテランMF北澤豪を招集し、システムを3バックから4バックに変更。呂比須が前半4分に先制ゴールを挙げるも、前半37分に追いつかれ引き分けた。この結果、勝点16を得ていた韓国のグループ1位およびW杯本戦出場が決定。残り2試合を日本が連勝してもUAEも連勝すれば勝点を上回れないため、自力でのプレーオフ進出が消滅した。国立競技場にブーイングが鳴り響き、試合後、会場周辺で一部の日本サポーターが暴徒化し、選手用バスに生卵やパイプ椅子を投げつける騒動が起きた。
11月1日、ソウルでのアウェイ韓国戦、日本は既にワールドカップ出場を決め、主力DFの洪明甫を累積警告で欠いた韓国守備陣を試合開始から翻弄し、前半1分に名波浩、前半37分に呂比須がゴールを決め2-0と快勝、勝点を10とする。翌日、UAEがホームで最下位ウズベキスタンと引き分けたため、日本が勝点で2位に浮上し、自力でのプレーオフ進出が復活した。
11月8日、グループB最終戦、ホームのカザフスタン戦はFWの呂比須と三浦を累積警告による出場停止で欠き、北澤と同じドーハ組の中山雅史と高木琢也を招集。このふたりのゴールなどで5-1と快勝、崖っぷちから立ち直り、第3代表決定戦への出場権を得た。
最終予選B組の最終順位は以下のとおり。
| 順位 | チーム           | 勝点 | 勝 | 分 | 負 | 得失差 | 総得点 |
| ---- | ---------------- | ---- | -- | -- | -- | ------ | ------ |
| 1    | 韓国             | 19   | 6  | 1  | 1  | +12    | 19     |
| 2    | 日本             | 13   | 3  | 4  | 1  | +8     | 17     |
| 3    | アラブ首長国連邦 | 9    | 2  | 3  | 3  | -3     | 9      |
| 4    | ウズベキスタン   | 6    | 1  | 3  | 4  | -5     | 13     |
| 5    | カザフスタン     | 6    | 1  | 3  | 4  | -12    | 7      |

- 勝点は勝利3、引き分け1、敗戦0。勝点が同じ場合、まず得失点差、次いで総得点の優劣で順位を決した。

### イラン（A組）
グループAは中東4カ国と中国という組み合わせで、前大会ベスト16のサウジアラビアと強豪イランが所属していた。当初はイランが首位を走っていたが、第7節アウェイ敗戦（0-1サウジアラビア）、第8節ホーム引き分け（0-0クウェート）、第9節アウェイ敗戦（0-2カタール）と勝点を伸ばせず、最終第10節に試合がないため、勝点12の暫定首位で全日程を終了した。11月12日に行われる第10節サウジアラビア（勝点11）-カタール（勝点10）戦が引き分けに終われば、勝点でサウジアラビアと並ぶものの得失点差で1位となるが、いずれかが勝利した場合、もう1試合の中国対クウェートがいずれかの大勝に終わらない限り2位となるため、サウジアラビア対カタールの結果待ちとなった。この試合を1-0で制したサウジアラビアが首位となって本戦出場権を獲得し、イランは2位に転落して第3代表決定戦にまわることとなった。
A組2位が決まるまでの間、日本では、第3代表決定戦の相手としてはサウジアラビアの方が与しやすいとの論が主流であったが、期待に反して第3代表を争う相手はイランとなった。
最終予選A組の最終成績は以下のとおり。
| 順位 | チーム         | 勝点 | 勝 | 分 | 負 | 得失差 | 総得点 |
| ---- | -------------- | ---- | -- | -- | -- | ------ | ------ |
| 1    | サウジアラビア | 14   | 4  | 2  | 2  | +2     | 8      |
| 2    | イラン         | 12   | 3  | 3  | 2  | +5     | 13     |
| 3    | 中国           | 11   | 3  | 2  | 3  | -3     | 11     |
| 4    | カタール       | 10   | 3  | 1  | 4  | -3     | 7      |
| 5    | クウェート     | 8    | 2  | 2  | 4  | -1     | 7      |

## 開催地決定
第3代表決定戦をホーム・アンド・アウェー方式のもとで2試合開催することは日程的に難しく、中立地での一発勝負の実施が前提とされた。当時のB組の展開から、UAEがB組2位になることが想定されたため、第3代表決定戦はバーレーンで開催されることとなっていた。しかし移動距離や気候などで著しい不利を被ることになる日本サッカー協会はこれに反発。AFCでは、西アジア勢同士ならバーレーン、東アジア勢同士 なら韓国、西アジア勢対東アジア勢の対戦ならマレーシア（イスラム教国であり、かつAFC本部がある）で開催するという案に落ち着いた。日本サッカー協会の小倉純二がイランの会長に電話したところ、「マレーシアに行くのは問題ない」「むしろ、バーレーンより全然いい」と賛同してくれた。同じイスラム教でもサウジアラビアはスンニ派が多く、イランはシーア派の国で、バーレーンは数の上では少数派のスンニ派が国の実権を握っており、イランとは決して良好な関係ではなかったようである。
試合会場について、日本サッカー協会は首都クアラルンプールにある競技場を希望したが、11月16日はマレーシアカップ開催のためどこも埋まっていた。マレーシアサッカー協会は代わりに、マレーシアカップを敗退していたチームのホームスタジアムとしてジョホールバルのラルキン・スタジアムを紹介した。
イランは時差の点で不利を受け（日本とマレーシアの時差1時間、イランとマレーシアの時差4時間半）、さらにイランは直行便が確保できず、試合直前にやっと確保できたのはドバイや香港を経由した約36時間の移動であった。加えて飛行機の遅延でクアラルンプールでの乗り継ぎに失敗し、ジョホールバルへの到着がさらに6時間も遅れることとなった。そのため体調を崩す選手が続出し、準備もできなかった。時差や移動の面で日本に有利に働き、また、日本の第3代表決定戦出場がイランよりも先に決定したこともあり、マレーシアには日本のサポーターが多数観戦に訪れ、またクアラルンプールの日本企業や日本人学校を練習場として使用できた上に日本人会の支援を受けるなど、日本にとってはホーム同然の環境であった。
試合2日前の練習では、イランの選手達がコーランを大音量で流したり、日本選手の真横をランニングするなどのあからさまな挑発行為に出たが、日本代表トレーナーの並木磨去光は「肩でハアハアと息をしていて、明らかに疲れていた」とイラン代表の疲れが既に現れていたと振り返った。

## 試合展開

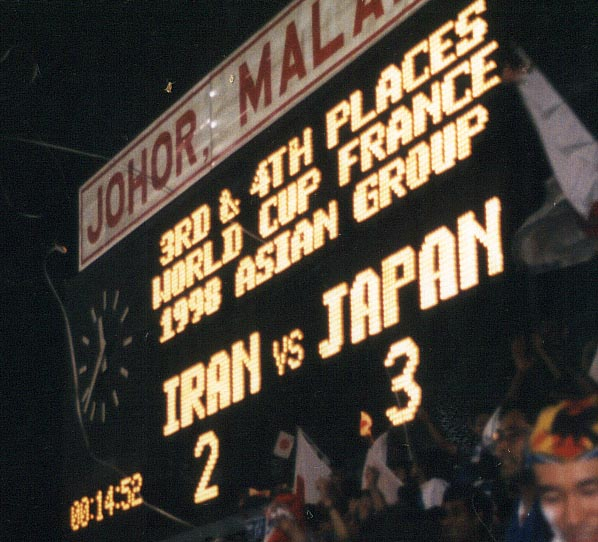
試合終了時のスコアボード

日本はアウェー韓国戦から機能している北澤豪をトップ下に置いたダイヤモンドの4-4-2のフォーメーションを継続。FWはそれまでレギュラーながら前節カザフスタン戦で出場停止だった三浦知良と呂比須ワグナーが揃って出場停止から復帰したが、直前に実母を亡くしたばかりの呂比須はベンチスタートにして、三浦とカザフスタン戦で代表復帰ゴールを決めた中山雅史が2トップを組んだ。一方、イランはアジア予選で19得点と活躍したMFカリム・バゲリを累積警告による出場停止で欠いていたが、前日練習で車椅子に乗っていたコダダド・アジジが平然とスタメンで出場し、エースのアリ・ダエイ、ドリブラーのメフディ・マハダビキアと変則3トップを組む。それまで右サイドMFだったマハダビキアをウイングの位置まで高くしたのは、日本の攻撃の武器となっていた左SB相馬直樹のオーバーラップを牽制する狙いであった。
試合は前半39分、日本がMF中田英寿のスルーパスに反応した中山がGKアハマド・レザ・アベドザデの脇を抜くシュートを決めて先制。前半はこのまま1-0と日本がリードして折り返すも、イランは後半開始25秒にダエイのシュートのこぼれ球をアジジが押し込んで同点とし、後半14分にはダエイがヘディングシュートを決めて2-1と逆転した。
後半18分、後のない日本の岡田監督は2トップの三浦と中山に代えて城彰二と呂比須を同時投入し、同時に3バックに変更した。この積極策が功を奏し、後半31分に中田のクロスボールを城がヘディングでゴールに突き刺し、2-2の同点に追いつく。コンディショニングに失敗したイランの選手は時間経過とともに運動量が落ち、接触プレーで倒れた後起き上がれない場面が目立つようになる。しかし、両チーム決勝点を奪えないまま後半を終了し、得点が決まった時点で試合終了となる「ゴールデンゴール方式」の延長戦に突入した。
延長戦開始と同時に、日本はMF北澤に代えて5人目のFW岡野雅行を投入。岡野は最終予選においてそれまで一度も出場機会を与えられていなかったが、中田からのパスに俊足を活かして何度もゴールに迫る。しかし、GKと1対1になる絶好機でシュートを打たず、ゴール前へ走りこんできた中田へのパスを選択してチャンスをつぶし、次のチャンスではシュートを打ったもののゴールのはるか上に打ち上げてしまう。城はゴールへ迫った際にアベドザデと激突し脳震盪を起こし、この時から岡野の決勝ゴールの場面までの記憶が全くないという。
イランも反撃を見せ、ゴール前でフリーでクロスを受けたアリ・ダエイのシュートがバーの上を通過するなど両チームとも決定的なチャンスをものにできなかった。そのピンチの直後、PK戦への突入も近づいた延長後半13分、呂比須が中盤で奪取したボールを中田がドリブルで持ち上がり、ペナルティエリア直前からミドルシュート。アベドサデがはじいたルーズボールに岡野が走りこみ、スライディングしながら右足でゴールに押し込んだ。決勝点（ゴールデンコール）を決めた岡野は「これを外したらもう日本に帰れないと思った」と後に語っている。試合終了直後、岡田監督を始めスタッフ・ベンチメンバーが一斉にピッチへ飛び出し、岡野を祝福した。一方、ゴールデンゴールについて今一つ理解していなかったイランの選手やスタッフは主審に試合続行を詰め寄るも退けられている。
シーソーゲームの末のゴールデンゴールにより、日本はW杯本戦初出場を決めた。日本の出場権獲得は、1954年のW杯スイス大会予選に参加して以来43年目、10回目の挑戦での悲願達成となった。
ワールドカップの予選及び本大会で「ゴールデンゴール方式」が採用されたのは、このフランス大会（1998年）および日韓大会（2002年）の地区予選・本大会のみで、2004年をもって以前と同様に延長を前半後半実施する方式へ変更されたため、「ゴールデンゴール方式」によりW杯出場決定した唯一の例が1998年フランス大会の日本である。
なお、この一戦に敗れたイランはオセアニア地区代表オーストラリアとの大陸間プレーオフに勝ち、ワールドカップ本戦進出を決めた。

## 放送
この試合は地上波ではフジテレビ（実況：長坂哲夫、解説：清水秀彦）、衛星放送では、NHK-BS1（実況：山本浩、解説：松木安太郎）が生中継した。日曜日の深夜の放送にもかかわらず、フジテレビの平均視聴率は47.9%という高視聴率だった。「フジテレビが中継する試合で日本代表は負けない」という当時の不敗神話は、この試合でも継続された。
岡野のゴールデンゴールの瞬間、フジテレビの中継で解説を務めていた清水が「やったー！」という歓声をあげ、続いて実況の長坂も「最後は、岡野ぉ〜!!日本、勝った！日本勝った！ワールドカップ!!」と叫んだ。ラジオで実況を務めたニッポン放送の師岡正雄も「岡野だぁ〜！岡野！岡野！」と絶叫した。翌日の新聞・ニュースには「日本中が歓喜した」との言葉が躍った。
試合後は、興奮したり泣きながらインタビューに応じる選手が多い中で、中田は落ち着いてインタビューに応じ「代表はうまく盛り上がったんで、あとはJリーグをどうにか盛り上げてください」とコメントした。
翌日放送の『ニュースステーション』（テレビ朝日）ではサブキャスターの小宮悦子と、サッカーコーナー担当の川平慈英がその喜びを伝えた。特に小宮は現地に赴き、試合を観戦するほどの熱の入れようで 、岡野のゴールデン・ゴールの瞬間は絶叫で後のことは覚えていないと述べている。また、川平は自由が丘のスポーツバーで兄であるジョン・カビラとこの試合をテレビ観戦し、日本が勝利（出場権獲得）した際は嬉し涙を浮かべ、「（日本に）生まれてよかったよ。生きててよかった!」と絶叫している。最後はバーの客とともに「日本サッカーの曙だ!」と勝ち鬨を挙げた。

## 試合データ
| 1997年11月16日 |

| 日本                                         | 3 - 2 (延長)                 | イラン                    |
| 中山雅史 39分 · 城彰二 75分 · 岡野雅行 118分 | レポート(FIFA) レポート(JFA) | 46分 アジジ · 58分 ダエイ |

| ラルキン・スタジアム ジョホールバル 主審: マヌエル・ディアス・ベガ |

|  |  |               |    |                |  |      |
|  |  |               |    |                |  |      |
|  |  | GK            | 20 | 川口能活       |  |      |
|  |  | DF            | 2  | 名良橋晃       |  |      |
|  |  | DF            | 3  | 相馬直樹       |  |      |
|  |  | DF            | 4  | 井原正巳       |  |      |
|  |  | DF            | 17 | 秋田豊         |  |      |
|  |  | MF            | 6  | 山口素弘       |  |      |
|  |  | MF            | 8  | 中田英寿       |  |      |
|  |  | MF            | 10 | 名波浩         |  |      |
|  |  | MF            | 13 | 北澤豪         |  | 90分 |
|  |  | FW            | 11 | 三浦知良       |  | 63分 |
|  |  | FW            | 32 | 中山雅史       |  | 63分 |
|  |  | サブメンバー: |    |                |  |      |
|  |  | FW            | 18 | 城彰二         |  | 63分 |
|  |  | FW            | 30 | 呂比須ワグナー |  | 63分 |
|  |  | FW            | 14 | 岡野雅行       |  | 90分 |
|  |  |               |    |                |  |      |
|  |  | 監督          |    |                |  |      |
|  |  | 岡田武史      |    |                |  |      |

|  |  |                          |    |                                |  |      |
|  |  |                          |    |                                |  |      |
|  |  | GK                       | 1  | アハマド・レザ・アベドザデ     |  |      |
|  |  | DF                       | 4  | モハマド・ハクプール           |  |      |
|  |  | DF                       | 5  | モハマド・ペイラヴァニ         |  |      |
|  |  | DF                       | 15 | オスタド・アサディ             |  | 55分 |
|  |  | MF                       | 2  | メフディ・マハダビキア         |  |      |
|  |  | MF                       | 24 | ジャヴァド・ザリンチェ         |  | 65分 |
|  |  | MF                       | 9  | ハミド・エスティリ             |  |      |
|  |  | MF                       | 7  | アリ・マンスーリアン           |  |      |
|  |  | MF                       | 8  | ナムジュ・モトラグ             |  | 80分 |
|  |  | FW                       | 10 | アリ・ダエイ                   |  |      |
|  |  | FW                       | 11 | ホダダド・アジジ               |  |      |
|  |  | サブメンバー:            |    |                                |  |      |
|  |  |                          | 25 | メフルダード・ミーナーヴァンド |  | 55分 |
|  |  |                          | 20 | メフディ・パシャザデ           |  | 65分 |
|  |  |                          | 17 | アリアスガル・モディルースタ   |  | 80分 |
|  |  |                          |    |                                |  |      |
|  |  | 監督                     |    |                                |  |      |
|  |  | ヴァルデイル・ヴィエイラ |    |                                |  |      |

## 両監督の再会
2007年2月3日、長野市サッカーフェスティバルの講演会で、岡田武史とイラン代表を率いていたバドゥが、ジョホールバルでの試合以来約9年ぶりに再会し対談を行った。バドゥは当時AC長野パルセイロで監督を務めており、その縁もあって長野での対談が実現した。対談の内容はやはりジョホールバルに関する話題が殆どで、当時話題になった、コダダド・アジジの起用に関する情報戦的な駆け引きなど采配についての裏話も語られた。

## 平成史の一つとして
この試合から今日まで約四半世紀の時が流れその間、サッカー日本代表はW杯連続出場を続けている。現在のJリーグ選手、日本代表選手のほとんどが「サッカー日本代表はW杯出場常連国」と捉えている今、この劇的な快挙は既に歴史上の出来事、平成史の一つとしてとして各種の出版物に掲載されている。当時、この試合に出場していた名波浩は、自分の子供から「お父さんが社会科の歴史の教科書に載っている」と言われたという。一方、岡野雅行は娘が小学校3年生の時、買い与えた歴史図鑑に「パパが出てる」と娘から言われ、図鑑を読むと岡野がゴールデンゴールを決めた写真と日本がサッカーW杯初出場という説明が出ており、自分たちが成し遂げたことを客観的に感じられるようになったという。
また、アコムは岡野がゴールデンゴールを決めたシーンをパロディにした、チャント星人が登場するCMを作成した。